# Prades, Tarragona
Prades là một đô thị trong ‘‘comarca’’ Baix Camp, tỉnh Tarragona, cộng đồng tự trị Catalonia, Tây Ban Nha. Dân số năm 2006 là 622 người..

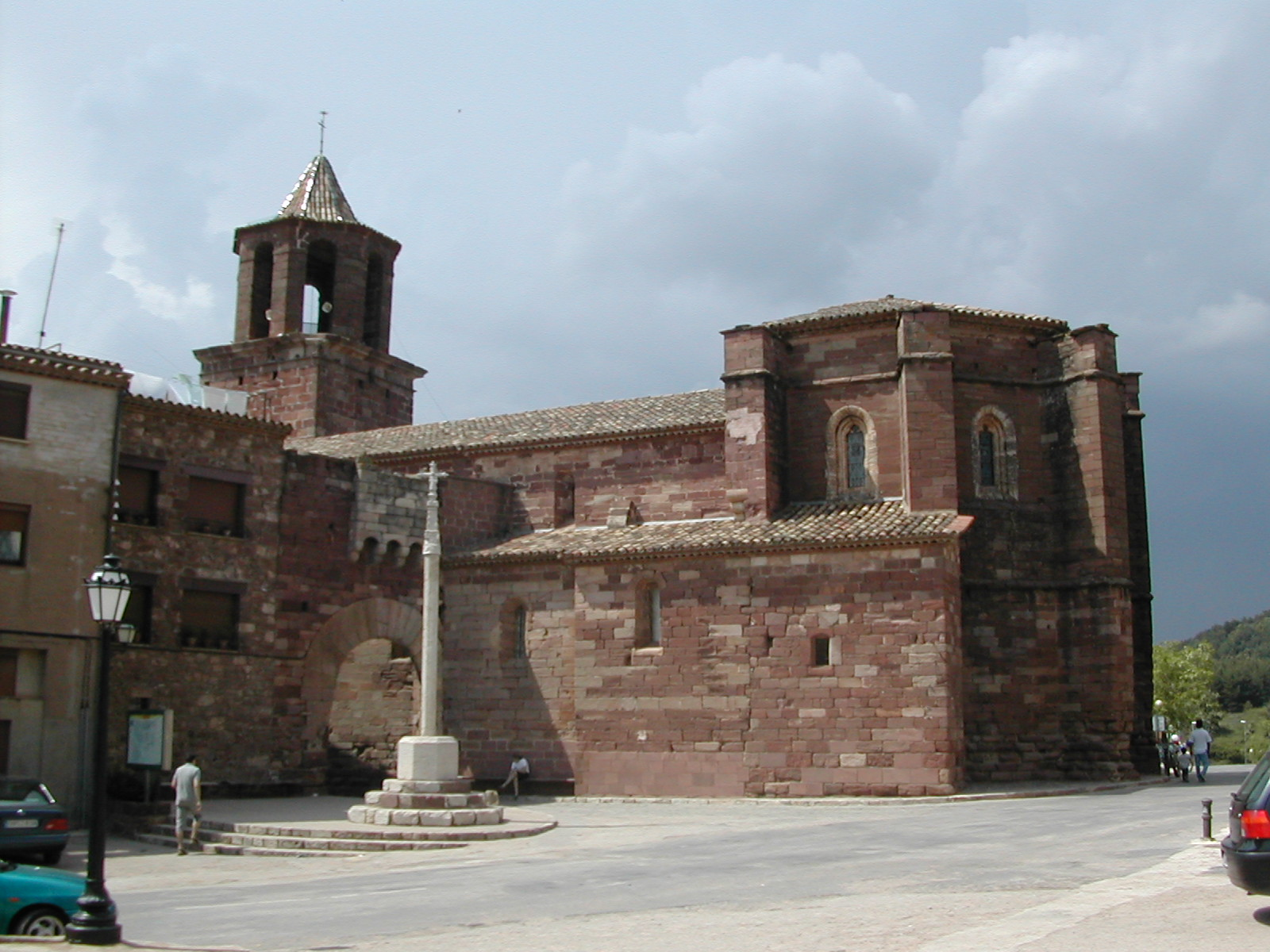
Vista posterior de la iglesia de Santa Maria